# Khady Seck
Khady Seck (født 10. marts 2000) er en kvindelig håndboldspiller fra Senegal. Hun spiller for Diadji Sarr og Senegals kvindehåndboldlandshold, som stregspiller.
Hun deltog ved verdensmesterskabet i håndbold 2019 i Japan.